# Kleopatras nål, New York

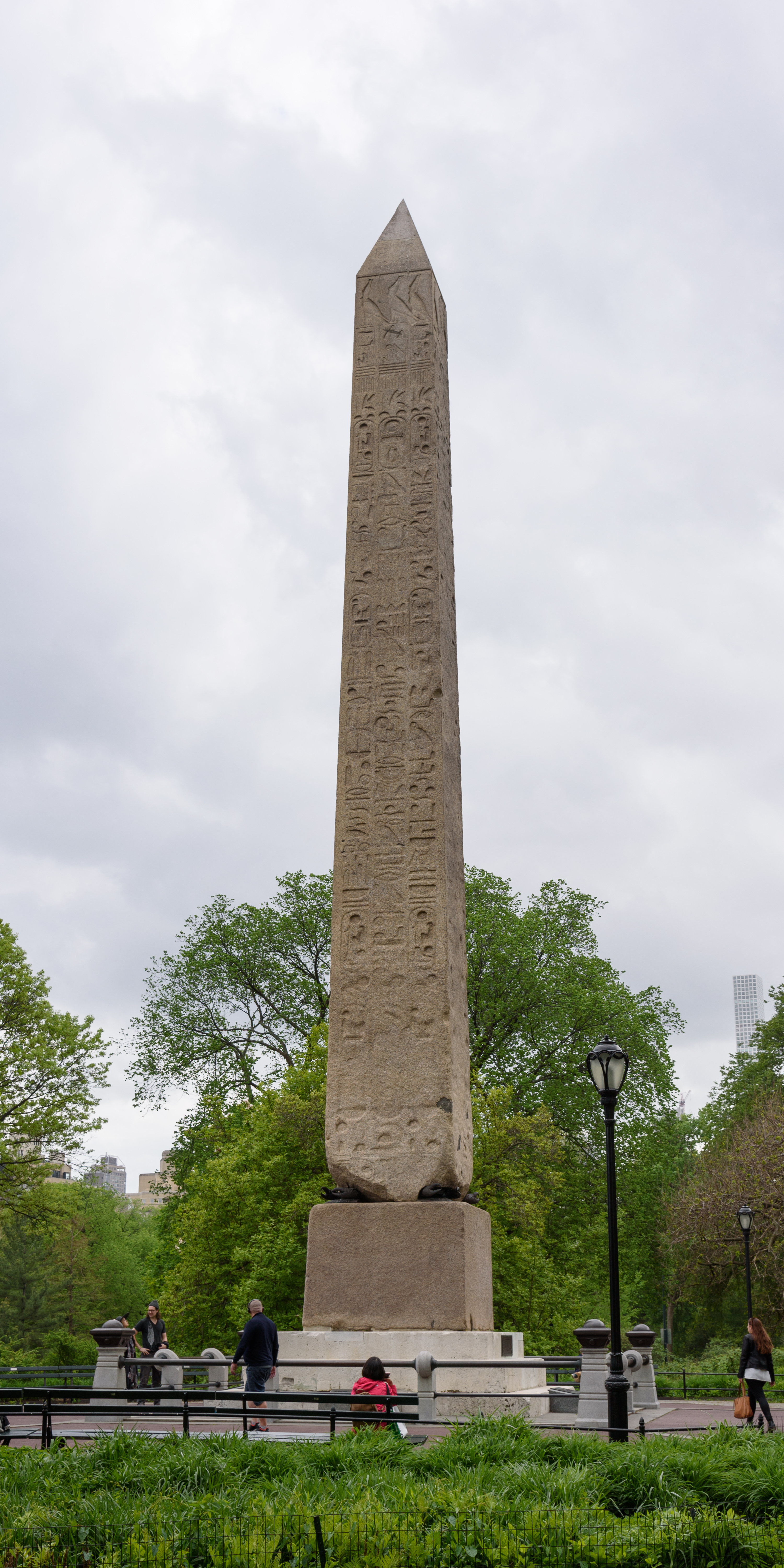
Kleopatras nål i New York.

Kleopatras nål (en: Cleopatra's Needle, även The Obelisk) i New York är en obelisk tillverkad i Egypten under den artonde dynastin i det forntida Egypten. Obelisken står i New York Citys Upper East Side i Central Park mellan Metropolitan Museum of Art (The Met) och Greywacke Arch vid Great Lawn i Manhattan. Obelisken flyttades till USA 1880
och är en del Kleopatras nålar.

## Obelisken
Kleopatras nål är en monolit huggen i ett stycke i röd granit med en höjd på cirka 21 meter och en uppskattad vikt på mellan 193 och 220 ton. Basen mäter cirka 2,45 x 2,45 meter. Pelaren är täckt med hieroglyfer och har en pyramidion på toppen.
Obelisken vilar på fyra egyptiska krabbor i brons skapade av metalarbetare på Brooklyn Navy Yard i Brooklyn. Bronskrabbor är en replika av de ursprungliga krabborna där 2 finns i The Mets samlingar.

## Historia
Ursprungligen restes två obelisker framför solguden Ras tempel i Heliopolis under farao Thutmosis III regeringstid (omkring 1450 år f.Kr.). Dessa flyttades av den romerske prefekten Barbarns under kejsare Tiberius regeringstid omkring 23 f.Kr. till Alexandria och restes där framför Cæsars tempel ”Cæsareum”. Detta tempelbygge tillskrivs drottning Kleopatra vilket troligen skapade beteckningen Kleopatras nålar. Senare rasade en av obeliskerna till marken vid en jordbävning.
1819 beslöt Pascha Muhammed Ali att skänka obeliskerna till England och 1877 beslöt Khediv Ismail Pascha att skänka en även till USA. Den kullfallna första obelisken skänktes till England och den andra obelisken till USA. USA accepterades gåvan genom sin generalkonsul Elbert E. Farman och inledde förarbetet med att söka finansiärer. I maj 1877 nåddes avtal om den andra obelisken och 1879 hade man valt uppställningsplats.
1879 inleddes flytten av Kleopatras nål till New York. Obelisken vändes från stående till liggande, under arbetet var den nära att välta. I augusti pausades flytten på grund av protester från lokalbefolkning och juridiska problem, först i november kunde arbetet återupptas och obelisken flyttades till hamnen. Där lastades på ett specialförstärkt fartyg (ångbåten "SS Dessoug") och den 12 juni 1880 avgick fartyget från Alexandria, transporten hade bekostads privat av William Henry Vanderbilt (Cornelius Vanderbilts äldste son). Fartyget nådde Staten Island i New Yorks hamn i juli samma år.
Det krävdes 32 hästar för transporten från East River till Fifth Avenue. Därefter användes en ångmaskin för att bogsera obelisken på en specialbyggd rälsbro tilluppställningsplatsen Greywacke Knoll i Central Park. Flytten från hamnen till uppställningsplatsen tog 112 dagar. Grundstensläggningsceremonin till fundamentet hölls 9 oktober 1880.
Obelisken restes under en ceremoni i Central Park på Manhattan den 22 januari 1881, den 22 februari hölls ytterligare en öppen mottagning på Metropolitan Museum of Art i för att fira händelsen.
Kleopatras nål är äldsta utomhusmonument och det äldsta mänskligt tillverkade föremål i Central Park.